# Heudorf (Worpswede)
Heudorf ist heute ein Ortsteil der Gemeinde Worpswede im Landkreis Osterholz in Niedersachsen. Die Entfernung bis Worpswede Zentrum beträgt 10,8 km.

## Geschichte
Heudorf wurde im Rahmen der Moorkolonisierung des Teufelsmoores 1759 gegründet. 1789 wird angegeben, dass der Ort über 30 Häuser verfüge, in denen 172 Einwohner, darunter 112 Kinder, lebten. Bei der Volkszählung 1871 wurden in 41 Wohngebäuden 261 Einwohner gezählt. 1910 hatte der Ort 284 Einwohner.
In der Datenbank Arbeitskommandos mit sowjetischen Kriegsgefangenen in Norddeutschland wird Heudorf in der Zeit des Nationalsozialismus als Außenlager Nr. 33 des Stammlagers X B aufgeführt, wo die Gefangenen unter Bewachung in einem Steinbau innerhalb eines Bauerngehöftes untergebracht waren und in der Landwirtschaft arbeiten mussten.

## Gebäude
- Wohn- und Wirtschaftsgebäude Heudorfer Straße 2 von 1799 in Fachwerk
- Wohn- und Wirtschaftsgebäude Heudorfer Straße 6 von um 1790 in Fachwerk